# Puto

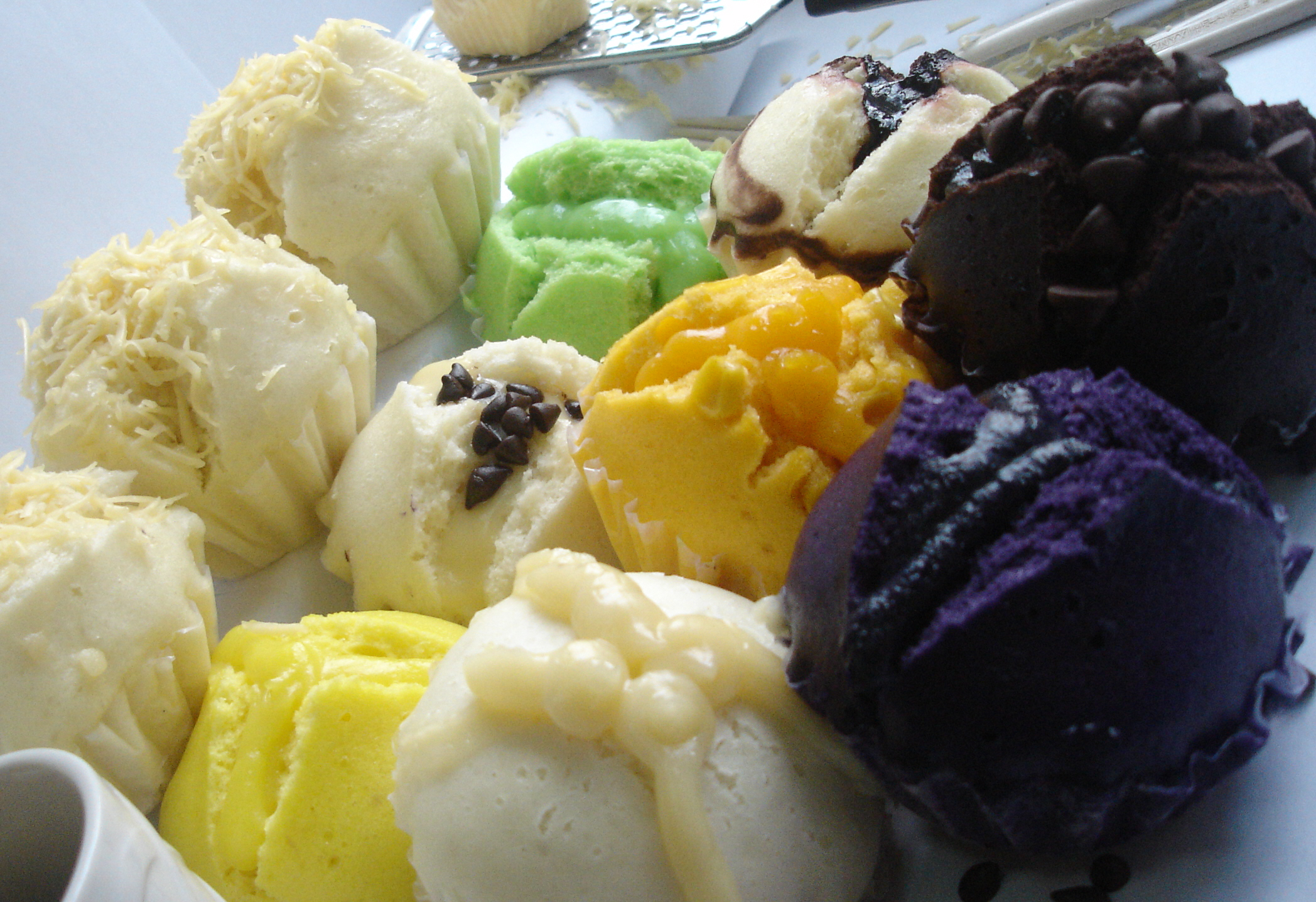
Diferentes tipos de putos

Se denomina puto (pútul en pampango) o kue putu a una comida típica de las Filipinas, consistente en un pastel de arroz cocido al vapor. Este método de cocción es muy usado en el país, junto con el hervor y el asado, y se incorporó a la cocina filipina a través de otras cocinas asiáticas. El arroz, por otro lado, es usado normalmente en variadas comidas, y también en dulces y otros platos. El puto suele comerse como postre, y es usual además en los desayunos.
Hay muchas recetas, que varían desde el tipo de arroz utilizado al método de preparación del mismo. En su forma tradicional, el puto es de color blanco y de textura lisa. Al agregársele otros ingredientes comunes en la gastronomía filipina como el ñame púrpura (llamado ube) o el pandan (Pandanus amaryllifolius) cambia ligeramente el color y el sabor del producto final. También se le agregan otros colorantes que cambian el color, pero mantienen su sabor. En la mayoría de las variaciones se le agrega leche de coco.

## Sabor y textura
A pesar de que hay tres maneras de cocinar al puto, su sabor final y textura debería ser el mismo. Su sabor es como el arroz, pero ligeramente dulce. En las recetas que se adiciona vainilla, el plato resultará aún más dulce, pero generalmente sabe como el cornbread (pan blanco con harina de maíz).

## Variaciones

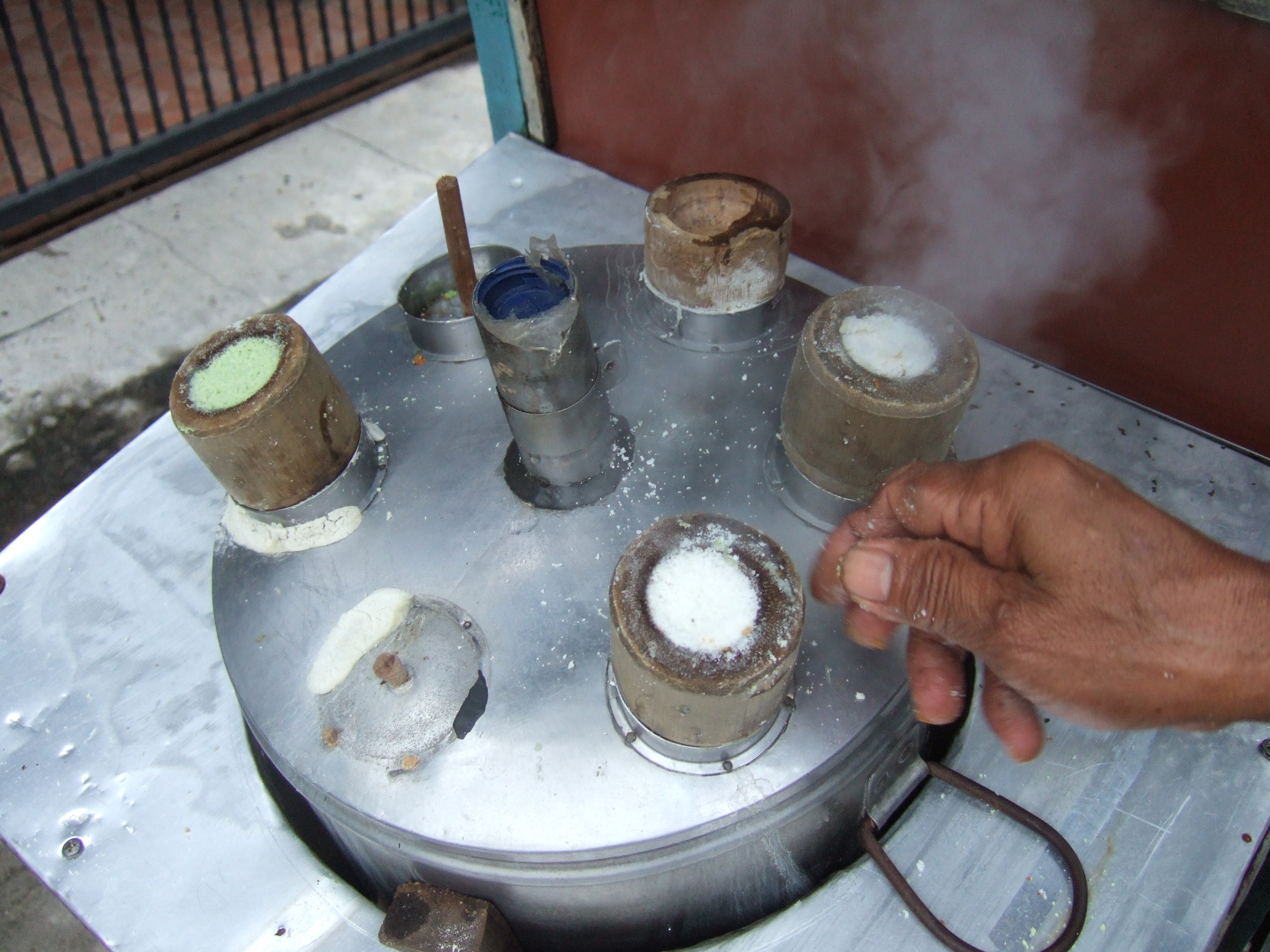
Preparación de putong bumbong (putu bambu)

- Putong bumbong o putu bambu: Hechos con una variedad de arroz glutinoso llamado Pirurutong, que tiene un ligero color púrpura. Se moja con agua salada, se lo deja secar durante un día y se lo vierte en bumbong o tubos de bambú, luego se pone al vapor hasta que está cocido. Se sirve cubierto con manteca o margarina y con coco rallado mezclado con azúcar.

- Puto lanson: Realizado en la provincia de Iloílo, se hace con yuca rallada y es espumoso cuando se cocina.[1]

- Putong mamon: No incluye arroz. Se combinan yema de huevo, sal y azúcar y luego una parte de leche, una de agua y otra de harina se mezclan junto con lo anterior. Se agrega clara de huevo y se vierte el contenido en moldes, que son llevados al vapor por 15 o 20 minutos.[2]

- Putong manapla: Esta variante se cocina con hojas de plátano, para darle otro sabor.[1]

- Putong maya: Se mezcla arroz glutinoso empapado en agua, se cuela y se vierte en una vaporera durante unos 30 minutos. Esta mezcla se combina luego con leche de coco, sal, azúcar y jugo de jengibre y se vuelve a colocar durante otros 25 o 30 minutos.

- Puto-paw: Es una mezcla de siopao (panecillo relleno) y puto, se usa la receta tradicional y se coloca en panecillos.

- Puto seco: No se parece a los anteriores. Se realiza en una masa crujiente y se corta luego en pequeños trozos, a modo de snack.